# Dichromia frustalis
Dichromia frustalis är en fjärilsart som beskrevs av W. Warren 1913. Dichromia frustalis ingår i släktet Dichromia och familjen nattflyn. Inga underarter finns listade i Catalogue of Life.